# Radoszkowskiana gusevi
Radoszkowskiana gusevi är en biart som beskrevs av Schwarz 2001. Radoszkowskiana gusevi ingår i släktet Radoszkowskiana och familjen buksamlarbin. Inga underarter finns listade i Catalogue of Life.